# Fildu de Jos
Fildu de Jos is een Roemeense gemeente in het district Sălaj.
Fildu de Jos telt 1353 inwoners. De gemeente bestaat uit vier dorpen; Fildu de Jos, Fildu de Mijloc (Középfüld), Fildu de Sus (Felsőfüld) and Tetişu (Ketesd).
Het dorpje Ketesd dat in de gemeente ligt heeft een Hongaarse meerderheid en maakt onderdeel uit van de streek Kalotaszeg.